# Vlag van Wieringermeer

Vlag van de gemeente Wieringermeer
(1965-2012)

De vlag van Wieringermeer is op 5 november 1965 vastgesteld als de gemeentelijke vlag van de Noord-Hollandse gemeente Wieringermeer. De vlag kan als volgt worden beschreven:
een vlag waarvan de lengte zich verhoudt tot de hoogte als 3 : 2, gekwartileerd van geel en blauw, met dien verstande, dat de verticale deellijn op één derde van de lengte is aangebracht, gemeten van de broekingzijde; over alles heen een gekwartierd kruis van het een in het ander, in de broekinghoek aan de broekingzijde vergezeld van een rode geknotte vogel met witte vleugels en in de benedenhoek aan dezelfde zijde van een witte lelie.
De kleuren van de vlag zijn ontleend aan het gemeentewapen; het ontwerp was afkomstig van de Stichting voor Banistiek en Heraldiek. Het Scandinavisch kruis welke in de vlag voorkomt is typerend voor eilandgemeentes uit de voormalige Zuiderzee, zo heeft ook de vlag van Wieringen en de vlag van Noordoostpolder een kruis. De lelie is afkomstig uit het persoonlijke wapen van ir. Lely: een zilveren fleur-de-lys op een blauw veld. Alle nieuwe gemeentes in de IJsselmeerpolders hebben de lelie in hun wapen opgenomen.
Het gemeentelijk dundoek bleef tot 1 januari 2012 in gebruik, op die dag is de gemeente opgegaan in de nieuwe gemeente Hollands Kroon.

## Verwante afbeeldingen

Wapen van Wieringermeer
Vlag van Wieringen
Vlag van Noordoostpolder

Akersloot
· Andijk
· Anna Paulowna 
· Assendelft 
· Beemster 
· Bennebroek 
· Blokker 
· Broek in Waterland 
· Bussum 
· Callantsoog 
· Edam 
· Egmond 
· Egmond aan Zee 
· Egmond-Binnen 
· Graft-De Rijp 
· 's-Graveland 
· Haarlemmerliede en Spaarnwoude 
· Harenkarspel 
· Heerhugowaard 
· Hensbroek 
· Hoogwoud 
· Ilpendam 
· Jisp 
· Krommenie 
· Langedijk 
· Limmen 
· Marken 
· Midwoud 
· Monnickendam 
· Muiden 
· Naarden 
· Nederhorst den Berg 
· Nibbixwoud 
· Niedorp 
· Noorder-Koggenland 
· Obdam 
· Opperdoes 
· Schermer 
· Schermerhorn 
· Schoorl 
· Sint Maarten 
· Terschelling 
· Terschelling en Vlieland 
· Twisk 
· Venhuizen 
· Vlieland 
· Warmenhuizen
· Weesp
· Wervershoof 
· Wester-Koggenland 
· Westwoud 
· Westzaan 
· Wieringen 
· Wieringermeer 
· Wijdewormer 
· Wognum 
· Wormer 
· Wormerveer 
· Zaandam 
· Zaandijk 
· Zeevang 
· Zijpe